# 낙수 효과
낙수효과(落水效果) 또는 트리클다운 이코노믹(영어: trickle-down economics)는 대기업, 재벌, 고소득층 등 선도 부문의 성과가 늘어나면, 연관 산업을 이용해 중소기업 등 후발·낙후 부문에 성과의 일부가 유입되는 효과를 의미한다.컵을 피라미드같이 층층히 쌓아 놓고 맨 꼭대기의 컵에 물을 부으면, 제일 위의 컵부터 흘러들어간 물이 다 찬 뒤에야 넘쳐서 아래로 자연스럽게 내려간다는 이론이다. 이 이론은 국부의 증대에 초점이 맞춰진 것으로 분배보다는 성장을,
형평성보다는 효율성을 우선시한다는 전제로부터 나온 것이지만, 이를 뒷받침 해주는 사회과학적 근거는 존재하지 않는다.

## 단어의 유래
알려진 바로는, 1896년 7월 9일, 미합중국 민주당 시카고 전당대회에서 윌리엄 브라이언은  "노동의 이마에 면류관을 씌우거나 인류를 금 십자가에 못박지 말라"는 금 십자가(Cross of gold) 연설을 이용해 처음 언급했다.
| “ | 두 가지 발상의 정부가 있다. 부자들을 더욱 번창하게 하면 그들의 번영이 위에서 아래로 새어(leak though) 나온다고 믿는 사람들이 있다. 반대로 다수의 풍요가 모든 계층으로 차오르리라고 믿는 것이 민주당의 구상이다. | ” |

브라이언은 흠뻑 젖은 외투에서 물이 뚝뚝 듣거나 추녀 끝에서 빗물이 방울져 떨어지는 '낙수(Trickle-down)' 대신 성글거나 구멍 난 용기에서 물이 새는 '누수(Leak-through)'라는 표현을 썼다.
그러나 이는 현재 사용되는 낙수효과를 표현하는 정확한 표현이 아니며, 실제 오늘날 현대적 의미의 낙수효과라는 단어를 최초로 사용한 사람은 미국의 코미디언인 윌 로져스(Will Rogers)에 의하여 만들어진 유머의 한 부분으로 실제 경제이론이 아니다.

## 비판
조지 H. W. 부시는 대기업이 성장하면, 성장세가 하위 계층에게도 흘러가서 긍정적인 영향을 준다는 이유로 낙수 이론에 근거한 경제 정책을 채택했다. 하지만 그로부터 10년의 세월이 지난 후, 소득격차, 기업의 사내유보금과 부채는 동시에 증가됐다. 프랑스의 경제학자 피케티가 쓴 《피케티의 자본》에 따르면, 미국이 80년대 초반부터 신자유주의 낙수 효과를 채택한 이후 오히려 소득격차가 심화되었다. IMF에서는 상위 20%의 소득이 1%포인트 늘면 경제성장률은 0.08% 하락하고, 하위 20%의 소득이 1%포인트 상승하면, 경제성장률은 0.38% 증가했다는 정례보고서가 나왔다.  또한 경제학적 관점에서도 낙수 효과 이론을 뒷받침 해주는 과학적 근거가 없다는 점에서, 사실상 허구의 이론이라고 비판받는다.

## 같이 보기
- 낙수 경제
- 분수 효과
- 경제적 불평등(경제 불균형)
- 사회 양극화
- 부의 배분(영어판)
- 국가별 부의 배분(영어판)
- 부의 동학(dynamic wealth)
- 공급경제학()

## 참고 자료
- 《왜 우리는 불평등을 감수하는가(Does the Richness of the Few Benefit Us All).지그문트 바우만 (저) 안규만 (역).동녘. 2013년 8월. ISBN 9788972976950.
- 《불평등의 대가(The Price of Inequality)》. 조지프 스타글리츠 (저) 이순희 (역). 2013년 5월. 열린책들. ISBN 9788932916200.